# Nikołaj Zagwozdin
Nikołaj Andriejewicz Zagwozdin (ros. Николай Андреевич Загвоздин, ur. 1898 we wsi Bicza w guberni tobolskiej, zm. 21 stycznia 1940) – funkcjonariusz radzieckich służb specjalnych, starszy major bezpieczeństwa państwowego, ludowy komisarz spraw wewnętrznych Tadżyckiej SRR (1937–1939).

## Życiorys
Urodzony w biednej rosyjskiej rodzinie chłopskiej, 1918 skończył 2 klasy szkoły mechanicznej w Omsku, pracował w obsłudze telegrafu i jako ślusarz w fabryce w Jekaterynburgu.
W marcu-kwietniu 1918 żołnierz oddziału Czerwonej Gwardii w Omsku, od marca 1918 członek RKP(b). Członek trybunału rewolucyjnego, później ukrywał się przed Białymi oddziałami Kołczaka w Tarze i Tiumeni, od września 1918 do maja 1919 był ślusarzem w armii kołczakowskiej, od maja 1919 do sierpnia 1920 żołnierz Armii Czerwonej, uczył się w szkole partyjnej Wydziału Politycznego 28 Dywizji Piechoty w Carycynie (obecnie Wołgograd). Od sierpnia 1920 funkcjonariusz gubernialnej Czeki w Carycynie, 1921-1922 szef Wydziału Ekonomicznego carycyńskiej gubernialnej Czeki, 1922 szef Wydziału Tajnego, następnie Sekcji Tajno-Operacyjnej gubernialnego oddziału GPU w Carycynie, od 15 października 1923 do 1 marca 1924 pomocnik szefa Oddziału 5 Wydziału Tajnego OGPU ZSRR. Od 4 marca 1924 do 31 grudnia 1926 szef Sekcji Tajno-Operacyjnej i zastępca szefa gubernialnego oddziału GPU w Niżnym Nowogrodzie, od 31 grudnia 1926 do 1 maja 1929 szef gubernialnego oddziału GPU w Niżnym Nowogrodzie, równocześnie od 12 lutego 1927 do 1 maja 1929 szef Wydziału Specjalnego 17 Dywizji Strzeleckiej Moskiewskiego Okręgu Wojskowego, od 1 maja do 27 czerwca 1929 zastępca pełnomocnego przedstawiciela GPU Kraju Niżnonowogrodzkiego, od lipca 1929 do stycznia 1931 na kursach marksizmu-leninizmu w Moskwie; studiował także wieczorowo w Wojskowej Akademii Armii Czerwonej im. Frunzego. Od 13 kwietnia 1931 do 3 grudnia 1932 szef sektora operacyjnego GPU we Władywostoku, od 11 czerwca do 3 grudnia 1932 szef Wydziału Specjalnego Sił Morskich Dalekiego Wschodu, od 29 grudnia 1932 do 10 lipca 1934 szef Wydziału Specjalnego Pełnomocnego Przedstawicielstwa OGPU Środkowej Azji i Wydziału Specjalnego Środkowoazjatyckiego Okręgu Wojskowego, od 13 lipca do 26 grudnia 1934 szef Wydziału Specjalnego Zarządu Bezpieczeństwa Państwowego (UGB) Zarządu NKWD Środkowej Azji. Od 13 lipca 1934 do 19 sierpnia 1937 szef Wydziału Specjalnego Głównego Zarządu Bezpieczeństwa Państwowego Środkowoazjatyckiego Okręgu Wojskowego, od 29 listopada 1935 starszy major bezpieczeństwa państwowego, równocześnie od 26 grudnia 1934 do 19 sierpnia 1937 zastępca ludowego komisarza, a od 28 września 1937 do 9 lutego 1939 ludowy komisarz spraw wewnętrznych Tadżyckiej SRR. Deputowany do Rady Najwyższej ZSRR 1 kadencji. Odznaczony Orderem Czerwonej Gwiazdy (19 grudnia 1937) i Odznaką "Honorowy Funkcjonariusz Czeki/GPU (XV)" (20 grudnia 1932).
9 lutego 1939 aresztowany, 19 stycznia 1940 skazany na śmierć przez Wojskowe Kolegium Sądu Najwyższego ZSRR, następnie rozstrzelany.